# Piper caudilimbum
Piper caudilimbum är en pepparväxtart som beskrevs av C. Dc.. Piper caudilimbum ingår i släktet Piper och familjen pepparväxter. Inga underarter finns listade i Catalogue of Life.